# Гіпсова мінеральна сировина Дніпропетровської області
Гіпсова мінеральна сировина Дніпропетровської області
Своєї багатої сировинної бази гіпсу Дніпропетровська область не має. Потреба задовольняється тільки за рахунок ввозу готової продукції з Артемівського алебастрового комбінату. Артемівське родовище гіпсу розробляється, приурочене воно до пермських відкладів.
В Дніпропетровській області відоме одне розвідане родовище гіпсу «Дачне» — у Васильківському районі, яке не числиться на балансі запасів, так як не має промислового значення.
Родовище розвідане в 1960 р. Павлоградською ГРЕ по завданню Управління «Промбудматеріалів» Дніпропетровського раднаргоспу і затверджено НТР тр. «Дніпрогеологія» від 29.09.1961 р. протокол № 424 з запасами по категорії С1 — 55 657 тис. т і за балансовими запасами по категорії С1 — 113 824 тис. т.
Родовище лежить за 18 км на північний схід від смт Васильківка і за 1 км на південний захід від с. Дачне. Вміст гіпсу в глинах змінюється від 20 кг до 150 кг і більше на 1 м3.
Гіпсоносними є зеленувато-сірі сарматські глини і червоно-бурі глини, які їх перекривають. Гіпс залягає в вигляді конкрецій, гнізд і окремих кристалів. По якості він відноситься до II ґатунку, придатний для приготування в'яжучих матеріалів (згідно ДЕСТу 4013-61). Глибина залягання гіпсоносних глин 0,50—12,2 м, потужність гіпсоносної товщі 1,5—7,9 м.
Родовище не розробляється і відноситься до неперспективних в зв'язку з неякісними запасами. В області є ряд проявлень гіпсу. Місцеві жителі використовують їх для приготування будівельних розчинів.